# Ballade voor piano en orkest
Ballade voor piano en orkest is een compositie van de Zweed Ture Rangström.
Rangström schreef dit werk, dat zijn eerste werk met symfonieorkest was, al in 1909. Hij schreef aan collegacomponist Carl Nielsen, dat hij een ballade had geschreven in een tijdsbestek van tien dagen. Dat werk in f mineur hield de componist echter achter; hij had er onvoldoende vertrouwen in. Pas veel later (1937) werkte hij er weer aan en wijzigde in ieder geval de toonsoort naar e mineur. Wat de componist verder nog wijzigde aan het werk is onbekend, de originele stukken zijn zoek. Rangström verwees in zijn voorwoord naar "Och’Lannan, zoon van Usnah". Het werk bestaat uit de uitwerking van slechts één thema voor piano en orkest.
De verbeteringen leidden niet tot het gewenste effect, want na de première verdween het al snel in de la. Zelfs tijdens de repetitie voor de eerste uitvoeringen verbeterde de solist Natanael Broman nog een akkoord. Hij speelde het werk op 30 november 1937 met het Zweeds radio-orkest. 
Orkestratie: 
- solo piano
- 2 dwarsfluiten (II ook piccolo), 2 hobo’s, 2 klarinetten, 2 fagotten
- 2 hoorns, 3 trompetten, 2 trombones, 1 tuba
- pauken, 1 man/vrouw percussie
- violen, altviolen, celli, contrabassen